# (14874) 1990 US4
A (14874) 1990 US4 a Naprendszer kisbolygóövében található aszteroida. Eric Walter Elst fedezte fel 1990. október 16-án.